# Кагатная гниль
Кагатная гниль — заболевание корнеплодов (свёкла, морковь), выражающаяся в появлении белой или серовато-пепельной плесени, вызываемой грибом Botrytis cinerea в комплексе с другими микроорганизмами. Кагатная гниль обычно возникает при массовом хранении корнеплодов в кагатах (укрытых наземных кучах), буртах, погребах. Быстрее поражаются пораненные, а также привядшие корнеплоды.
В развитии болезни могут принимать участие сопутствующие ботритису серому грибки: 
- из рода вертицелл (Verticellum);
- Fusarium culmorum — при поражении этим грибом корнеплоды сахарной свёклы теряют сахаристость и становятся совершенно непригодными для переработки;
- фома Рострупа (Phoma rostrupii) — возбудитель фомозной гнили моркови

## Предупредительные меры борьбы
- дезинфекция мест хранения;
- отбор повреждённых корнеплодов и быстрая их переработка;
- защита от увядания и другие